# Florent Perrier
Florent Perrier (* 26. Juni 1973) ist ein ehemaliger französischer Skibergsteiger, der heute als Präsident der Athleten-Kommission im Managementkomitee für Wettkampf-Skibergsteigen der Union Internationale des Associations d’Alpinisme (UIAA) aktiv ist.

## Werdegang
Perrier war 2004 Weltmeister und er belegte auch im Team mit Patrick Blanc in der Staffel sowie in der Kombinationswertung den ersten Rang.

Er belegte 2005 den ersten Platz im Weltcup in Salt Lake City und im Team mit Grégory Gachet bei der Europameisterschaft in Andorra im Team mit Gachet den ersten Platz sowie Platz zwei im Einzel und im Vertical Race sowie den vierten Platz in der Staffel mit Bertrand Blanc, Grégory Gachet und Tony Sbalbi. 
2006 platzierte er sich im Team mit Gachet bei der Weltmeisterschaft auf Rang zwei und gewann das Rennen bei der Schweizer Meisterschaft im Vertical Race, gefolgt von seinem Landsmann Tony Sbalbi und dem Schweizer Alexander Hug, der als erster Schweizer den offiziellen Schweizer Meistertitel bei der Veranstaltung erhielt. 
2007 erzielte er erste Plätze bei der Europameisterschaft im Vertical Race, im Einzel und im Teamwettbewerb, ebenfalls mit Gachet. Dadurch erreichte er auch den ersten Platz in der Kombinationswertung. Im Einzel erreichte er in der Weltcup-Wertung 2007 den vierten Rang. 
Bei der Weltmeisterschaft im Skibergsteigen 2008 wurde er Weltmeister in der Teamwertung beim Skibergsteigen, im Einzel sowie auch im Vertical Race und gewann den zweiten Platz über die lange Distanz. In der WM-Kombinationswertung erreichte er den ersten Platz. Zudem belegte er bei der Patrouille des Glaciers 2008 im Team mit Gachet und Patrick Blanc den zweiten Platz. Beim Weltcup Skibergsteigen im Val d’Aran gewann er 2008 die Bronzemedaille.

### Pierra Menta
- 2004: 3. Platz mit Grégory Gachet
- 2005: 2. Platz mit Grégory Gachet
- 2007: 1. Platz mit Grégory Gachet